# فرد كيب
فرد كيب (بالإنجليزية: Fred Kipp)‏ هو لاعب كرة قاعدة أمريكي، ولد في 1 أكتوبر 1931 في Piqua, Kansas ‏ في الولايات المتحدة.

## وصلات خارجية
- فرد كيب على موقع دوري كرة القاعدة الرئيسي (الإنجليزية)
- فرد كيب على موقعبيزبول رفرنس.كوم (الدوري الرئيسي) (الإنجليزية)
- فرد كيب على موقعبيزبول رفرنس.كوم (الدوري الثانوي) (الإنجليزية)